# جوي ميركوري
آدم بيرش (بالإنجليزية: Joey Mercury)‏ (ولد 18 يوليو، 1979) هو مصارع أمريكي محترف يعرف أكثر من خلال لعبه في المنظمات المستقلة باسم «جوي ماثيوس» كما يعرف بالاسم جوزيف ميركوري. حاليا موقع لصالح منظمة دبليو دبليو إي حيث يعمل كمدرب في منظمة فلوريدا تشامبيونشيب ريسلينغ.
تدرب بيرش على يد المصارع جيمي سيسيرو ولعب لأول مرة في أكتوبر عام 1996. في العام التالي، بدأ بيرش يتصارع في ميد-إيسترن ريسلينغ (إم إي دبليو إف) حيث كان يلعب في قسم الفرق الثنائية. حيث فاز ببطولة إم إي دبليو إف للفرق الثنائية مع كريستيان يورك. وفي منتصف التسعينات، لعب بيرش في في عدة منظمات مستقلة. حيث واصل اللعب مع كريستان يورك كفريق ثنائي. كما فازا خلال ذلك الوقت بمختلف البطولات في الفرق والمنافسات الفردية.
في عام 2004، وقع بيرش مع منظمة وورلد ريسلينغ إنترتاينمينت (دبليو دبليو إي) وبدأ يلعب في منظمة أوهايو فالي ريسلينغ (أو في دبليو) التطويرية في لويزفيل، كنتاكي للتمرن أكثر قبل استدعائه للقائمة الرئيسية. وبينما كان هناك، كون بيرش فريقا ثنائيًا مع جوني نايترو ومديرتهم ميلينا باسم «إم إن إم». حيث فازا ببطولة أو في دبليو للفرق الثنائية مرة واحدة.
كان أول ظهور لفريق إم إن إم في أبريل 2005 في قسم دبليو دبليو إي سماكداون!. حيث فازا ببطولة دبليو دبليو إي للفرق الثنائية ثلاث مرات. وبعد خسراتهما للقب الفرق الثنائية الذي ربحوه للمرة الثالثة، أنقلب كل من نايترو وميلينا على ميركوري مما تسبب في إنهاء فريقهم. ولكن ومع ذلك، أعيد تشكيل الفريق مرة أخرى في نوفمبر 2006. إلا أنها كانت فترة وجيزة قبل أن يقوم دبليو دبليو إي بتحرير ميركوري من عقده في مارس 2007.
عقب انتهاء مسيرته مع دبليو دبليو إي، واصل بيرش اللعب في المنظمات المستقلة وظهر في منظمة رينغ أوف هونر (ار أو إتش). كما عاد إلى أو في دبليو في مارس 2008. حيث فاز ببطولة أو في دبليو التلفزيون مرة واحدة. في أكتوبر 2008، أعلن بيرش اعتزاله من مصارعة المحترفين بسبب إصابة. في حياته الشخصية، أعترف بيرش أنه كان مدمنا للمخدرات منذ أن كان عمره 15 عاما. ونتيجة لذلك، فقد أخذ جرعة زائدة عدة مرات. وبينما كان مع الدبليو دبليو إي، فشل بيرش في برنامج مكافحة المخدرات وهو ما أدى إلى دخوله إلى مصحة لإعادة التأهيل. ومع ذلك قال بأنه هزم إدمانه.

## المسيرة في مصارعة المحترفين

### المسيرة المبكرة (1996-2001)
تدرب بيرش على يد جيمي سيسيرو وكان أول ظهور له في أكتوبر 1996 تحت اسم جوي ماثيوس. وفي عام 1997، بدأ ماثيوس يلعب لصالح منظمة ميد-إيسترن ريسلينغ فيدرايشن (إم إي دبليو إف). حيث حيث فاز ببطولة إم إي دبليو إف للفرق الثنائية مع كريستيان يورك. في 8 مايو، 1998، في وندل، كارولاينا الشمالية، تغلب ماثيوس على يورك ليستعيد بطولة ساوثرن جونير. بعدها بفترة، بدأ ماثيوس يلعب مع يورك في فريق ثنائي.حيث ربحا بطولة ستيل ستي ريسلينغ للفرق الثنائية في 20 ديسمبر، 1998. وفي أقل من شهر، فاز ماثيوس على يورك ليربح بطولة اندبنت بروفاشنل ريسلينغ اليناس للوزن الخفيف الثقيل في 9 يناير، 1999.
كما كان أيضا عضوا في منظمة أوريغنازيشن أوف مودرن إكستريم غرابلينغ آرت (أوميغا) في كارولاينا الشمالية وهي منظمة يملكها ويديرها مات وجيف هاردي. حيث فاز على يورك في 29 يناير، 1999 ليربح بطولة اوميغا للوزن الثقيل الخفيف. كما وقع لفترة وجيزة مع منظمة ورلد تشامبيونشيب ريسلينغ (دبليو سي دبليو) عام 1999.< وبعد بضعة أشهر، عندما كان ماثيوس يلعب في المباريات الفردية في منظمة ميريلاند تشامبيونشيب ريسلينغ (إم سي دبليو)، هزم ماثيوس يورك ليربح بطولة إم سي دبليو كروزرويت في 21 مايو. وبدأ ماثيوس ويورك يلعبان في فريق ثنائي مرة أخرى. حيث كانا يستعملون اسم باد ستريت بويز لفريقهم. وربحا العديد من بطولات الفرق بما في ذلك بطولة اطلانطيك تيرور تشامبيونشيب للفرق في 15 يناير، 2000. وبطولة إم سي دبليو للفرق الثنائية في 17 مايو، 2000.
انضم ماثيوس ويورك إلى منظمة إكستريم تشامبيونشيب ريسلينغ (دبليو سي دبليو) في أواخر عام 2000. حيث خسروا مباراتهم امام داني دورنغ ورود كيل وذلك في حدث انارشي رولز. وبعد ذلك بدؤا عداوة مع سيمون دايموند وجوني سوينغر. حيث خسروا أمامهم في في مباراة جرت في حدث نوفمبر تو ريمببر. لكنهم تغلبوا عليهم في حدث مسكير أون 34 ستريت. وظلوا يلعبون في إي سي دبليو حتى أغلق المنظمة في يناير عام 2001. حيث لعبوا في آخر حدث شهري «غلتي إز تشارجد» حيث خسروا لصالح جيري لين وسايريس. وبعد إغلاق إي سي دبليو، عادوا إلى المنظمات المستقلة حيث لعبوا في 3 فبراير، 2001 مباراة ضد ريك مايكلز ويونغ ديفيد ليصبح أبطال بطولة إن دبليو إيه العالمية للفرق الثنائية. حيث حافظوا عليها لمدة أسبوعين. كما فازا ببطولة إم سي دبليو للفرق الثنائية للمرة الثانية في 3 نوفمبر بفوزهم على وإيرل ذا بيرل وريتش مايرز. وفازا أيضا ببطولة فيرجينيا تشامبيونشيب ريسلينغ للفرق الثنائية في 1 ديسمبر، 2001.

### المنظمات المستقلة (2001-2004)
في عام 2002، لعب ماثيوس ويورك في في منظمة رينغ أوف هونر (ار أو إتش). حيث لعبوا سوية كفريق ثنائي قبل أن ينضم ماثيوس إلى فريق سبيشل ك حيث كان عضوا فيه حتى عام 2004. كما لعب في عدة منظمات مستقلة مثل إكستريم برو ريسلينغ، وماريلاند تشامبيونشيب ريسلينغ (إم سي دبليو)، وفينيكس تشامبيونشيب ريسلينغ. في 29 يناير، 2003، فاز ماثيوس على روميو فالنتينو ليربح بطولة إم سي دبليو رايج التلفزيون. ولكنه خسر البطولة بعدها بأربعة أشهر لصالح دوغ ديليشس.
ظهر ماثيوس في حلقة دبليو دبليو إي راو التي جرت في 14 أبريل، 2003. حيث لعب مع كريستيان يورك وهزموا فريق فيل برون وبات كوسيك في مباراة مظلمة. بعدها بأشهر، لعب ماثيوس في أكبر المنظمات الأمريكية بعد دبليو دبليو إي، توتال نونستوب أكشن ريسلينغ (تي إن إيه)، ورينغ أوف هونر (ار أو إتش). وفي بدايات لعبه في دبليو دبليو إي، بدأ ماثيوس يلعب ضد لانس ستورم وكوبار في مباريات مظلمة في راو. كما لعب ضد مات هاردي وإيه-ترين وألتيمو دراغون في فيلوستي. في 19 يوليو، 2003، في حدث ديث بفور ديشهونر التابع لمنظمة رينغ أوف هونر، لعب ماثيوس مع كريزي كي في مباراة هاندي كاب ضد جيف هاردي. حيث خسرا المباراة. وفي أغسطس 2003، خسر ماثيوس مباراة ضد كريس سابين في حلقة تي إن إيه إكسبلوجن.
بعد أن أمضى بعض الوقت في منظمة أوهايو فالي ريسلينغ (أو في دبليو) في نوفمبر 2003، ظهر ماثيوس في عدة منظمة مستقلة مثل: برو بين برو ريسلينغ (ثري بي دبليو) عندما هزم إيه جي ستايلز وجيري لين وسابو ليصبح المتحدي الأول لبطولة ثري بي دبليو للوزن الثقيل. في 17 أبريل، 2004، فاز ماثيوس على رايفن ليحرز اللقب حيث احتفظ به حتى 21 أغسطس من ذلك العام عندما خسره لصالح كريستوفر دانيالز في مباراة رباعية ضمت أيضا إيه جي ستايلز وكريس سابين.
واصل ماثيوس ظهوره في دبليو دبليو إي حيث خسر مباراة امام راينو وميفين في قسم دبليو دبليو إي صنداي نايت هيت. وفي أغسطس، شارك ماثيوس في مباراة غانتلت لـ20 مصارعا على لقب بطولة تي إن إيه إكس ديفيجن في تي إن إيه وهي المباراة التي ربحها بيتي ويليامز. بعد ذلك، لعب ماثيوس في بورتوريكو في منظمة وورلد ريسلينغ كونسيل (دبليو دبليو سي) عندما خسر أمام إيدي كولون في مباراة جرت في سبتمبر. كما فاز وخسر أمام أليكس مونتالفو في نوفمبر.

### وورلد ريسلينغ إنترتاينمينت (2004-2007)

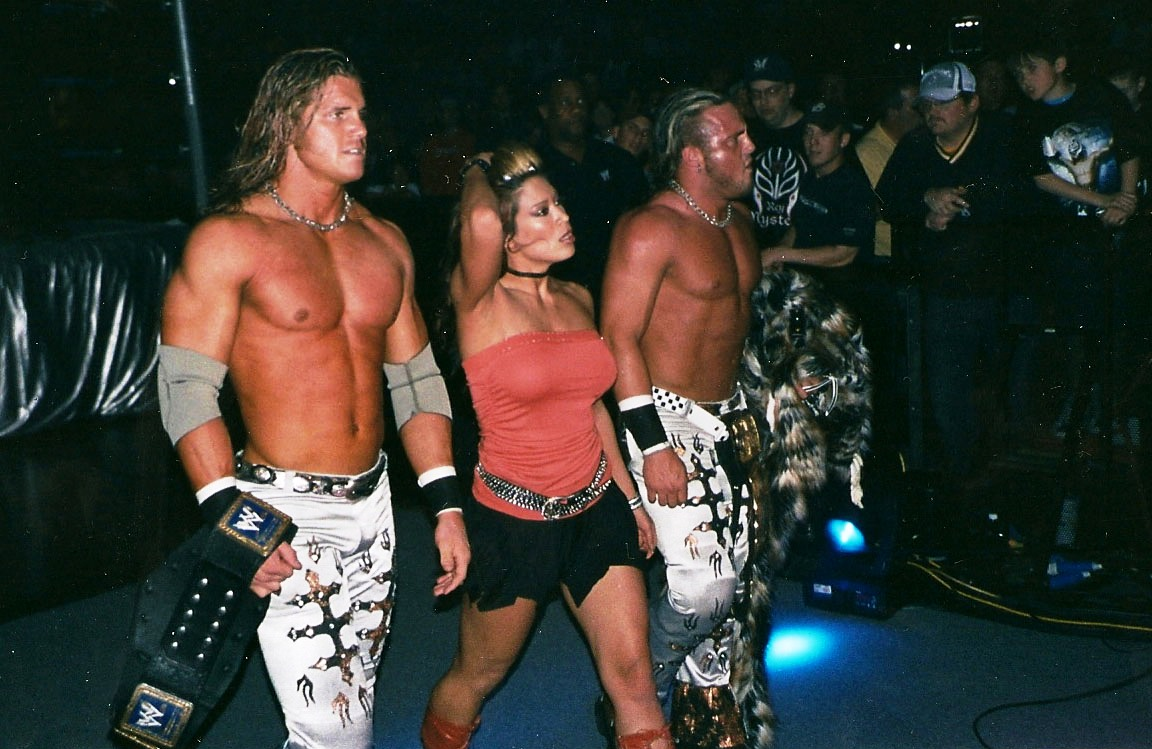
ميركوري (يمين)، ميلينا (وسط)، نايترو (يسار) عندما كانا أبطال بطولة دبليو دبليو إي للفرق الثنائية عام 2006

لعب ماثيوس في المباريات المظلمة قبل أن يوقع مع الدبليو دبليو إي عام 2004 حيث انتقل إلى لويزفيل، كنتاكي ليصارع في منظمة أوهايو فالي ريسلينغ (أو في دبليو) التطويرية التابعة لدبليو دبليو إي.. وهناك، كون فريقا ثنائيا عرف باسم «إم إن إم» مع جوني نايترو وضما ميلينا التي أصبحت مديرتهما. بقي الفريق في أو في دبليو لمدة عام. حيث ربحا بطولة أو في دبليو ساوثرن للفرق الثنائية مرة واحدة، قبل أن يتم استدعاؤهم إلى قائمة مصارعي سماكداون! الرئيسية حيث غير بيرش اسمه إلى جوي ميركوري.
في أبريل 2005، لعب فريق إم إن إم أولى مبارياتهم في سماكداون!. حيث ربحا بطولة دبليو دبليو للفرق الثنائية من راي ميستيريو وإيدي غوريرو في أول مباراة وحافظا على البطولة لمدة ثلاثة أشهر. حيث دافعا عنها ضد إيدي غوريرو وراي ميستيريو وهاردكور هولي وتشارلي هاس. قبل أن يخسرانها إلى النسخة الجديدة من فريق ليجون أوف دوم (إل أو دي) في يوليو 2005 في حدث ذا غريت أميركان باش. على أية حال استعادا البطولة في مباراة فرق رباعية ضمتهما وضمت فريق ميكسيكوول، وويليام ريغال وبول بورشيل وليجون أوف دوم. إلا أنهما خسراها لباتيستا وراي ميستيريو قبيل أيام من حدث أرماغيدون في ديسمبر. غير أنهما استعادا البطولة مجددًا من باتيستا وراي ميستيريو بسبب مساعدة مارك هنري في مباراة إعادة جرت في 30 ديسمبر ليحرزا البطولة للمرة الثالثة.
بدأ ميركوري ونايترو عداوة مع فريق بول لوندون وبراين كندريك استمرت أكثر من ثلاثة أشهر، وانتهت في حدث جدجمنت داي عندما خسرا البطولة إلى لوندون وكندريك. بعدها، انقلبت ميلينا ونايترو على ميركوري وانهيا المجموعة. ثم قام مدير عام سماكداون ثيودور لونغ بطرد (سيناريو) ميلينا ونايترو من سماكداون من أجل تسهيل نقلهما إلى راو في السيناريو دون ميركوري. وعرف لاحقا أن سبب انشقاق الفريق كان بسبب فشل جوي ميركوري في برنامج مكافحة المنشطات حيث أوقف لمدة 30 يوما.
ظل ميركوري غائبا عن الدبليو دبليو إي لمدة ستة أشهر. ثم عاد بشكل مفاجئ في حلقة راو التي جرت في 27 نوفمبر، 2006 لينضم مع نايترو وميلينا ويبدئا عداوة مع فريق هاردي بويز الذي أعيد تشكيله مؤخرا أيضا. كما أجابا تحدي فريق ذا هاردي بويز المفتوح لمباراة في حدث ديسمبر تو ديسممبر عام 2006.
فاز فريق هاردي بويز في المباراة، إلا أن العداوة امتدت لتشمل جميع الأقسام الثلاث (راو، وسماكداون!، وإي سي دبليو)، وأيضًا في مباراة سلم رباعية للفرق الثنائية في حدث أرماغيدون في ديسمبر شملت أيضا لوندون وكندريك، وديف تايلور وويليام ريغال. حيث تعرض ميركوري إلى إصابة حقيقية نتجت عندما ضربه فريق هاردي بويز بالسلم على وجهه. مما تسبب في كسر أنفه حيث غادر المباراة فورا متوجها إلى غرفة الطوارئ حيث حصل على خمس غرز داخل أنفه وخمسة عشر خارج أنفه ونتيجة لذلك، واصل نايترو المباراة من تلقاء نفسه.
بعد غيابه لعدة أسابيع، عاد ميركوري وهو يرتدي قناع وجه واقي. كما تحولت قصة إصابته إلى سيناريو حيث كان يحاول هو ونايترو إيذاء فريق هاردي بويز بطرق مختلفة من أجل الانتقام. خسر فريق إم إن إم في رويال رامبل لفريق هاردي بويز، كما خسر مرة أخرى في نو واي أوت في فبراير حيث انتهت عداوتهما. ظل ميركوري يصارع في المباريات الفردية في سماكداون! حتى قام الدبليو دبليو إي بتحريره من عقده في 26 مارس، 2007.

### العودة إلى المنظمات المستقلة ورينغ أوف هونر (2007-2008)

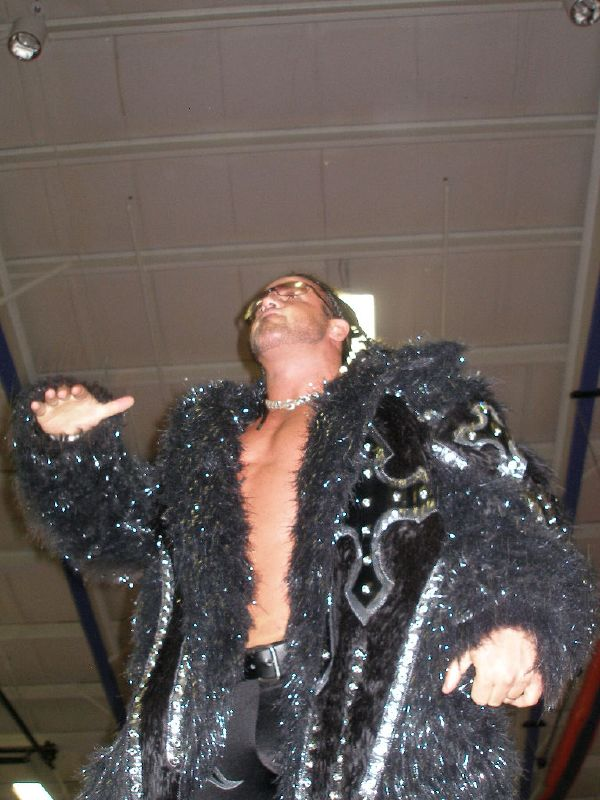
بيرش عندما كان يلعب في المنظمات المستقلة

كان أول ظهور لماثيوس بعد فسخ عقده من الدبليو دبليو إي كان في 21 أبريل في منظمة نورث إيست ريسلينغ عندما لعب مع روميو روسيلي وهزموا فريق ذا إن أو دبليو. كما ظهر في منظمة إم سي دبليو واندبينت ريسلينغ أسوسيايشن ميد-ساوث ونيويورك ريسلينغ كونيكشن. حيث لعب أمام اليكس شيلي، وتايلر بلاك، وبرذر رنت. كما تصارع في منظمة أول أميركان ريسلينغ (إيه إيه دبليو) يوليو 2007. حيث خسر أمام اريك برايست وكان آخر ظهور له في 29 سبتمبر، مع كريستيان يورك في مباراة خسروها لصالح فريق موتر ستي ماشين غنز. (اليكس شيلي وكريس سابين)
في سبتمبر 2007، بدأ ماثيوس يعمل كمدرب في منظمة أو في دبليو. كما شارك أيضا في مباريات مظلمة في تسجيل أو في دبليو. وظهر في منظمة توتال نونستوب أكشن ريسلينغ (تي إن إيه) في حدث باوند فو غلوري عندما لعب وخسر مباراة مظلمة مع جوني سوينغر ضد فريق موتر ستي ماشين غنز. وفي اواخر عام 2007، عمل ماثيوس في المنظمات المستقلة بما في برو ريسلينغ أنبلوغيد ويونايتد ريسلينغ فيدرايشن.
في 25 يناير، 2008، عاد ماثيوس لمنظمة ار أو إتش بصفته عضوا في فريق إيج أوف فول (إيه أو تي إف) حيث كان في فريق ثنائي مع جيمي جاكوبس ولعب معه ضد رودريك سترونغ وروكي روميرو من فريق نو ريمورس كروب. حيث خسروا مباراتهم. بعدها بليلة، خسر ماثيوس لصالح مارك بريسكو في مباراة فردية. ثم بقي ماثيوس يلعب في فريق ثنائي مع أعضاء فريق إيه أو تي إف تايلور بلاك ونيكرو بوتشر. وخلال تلك الفترة، بدأ يلعب مع المنظمة ت الأخرى. حيث ظهر في 12 مارس، في تسجيل تلفزيون أوهايو فالي ريسلينغ (أو في دبليو) عندما هزم جامين أوليفينثيا ليربح بطولة أو في دبليو التلفزيون منه. وبعد أن نجح في الدفاع عن البطولة ضد أوليفينثيا، خسر ميركوري اللقب لصالح تومي ماكنيلير في أبريل. وبقي يلعب في ار أو إتش حتى شهر يونيو عندما خسر هو وجيمي جاكوبس أمام كيفن ستين وإيل جينيريكو في ما كانت آخر مباراة له في المنظمة.
بقي ماثيوس يتصارع في أو في دبليو. كما تصارع أيضا لصالح إم سي دبليو ومنظمة جيرمان ستمبيد ريسلينغ. في أكتوبر عام 2008 أعلن ماثيوس اعتزاله من مصارعة المحترفين بسبب الإصابة.

### العودة إلى وورلد ريسلينغ إنترتاينمينت/ دبليو دبليو إي (2010- حتى الآن)
خرج بيرش من الاعتزال وعاد إلى منظمة وورلد ريسلينغ إنترتاينمينت (دبليو دبليو إي) في 20 أبريل أثناء تسجيل مباريات قسم سماكداون عندما لعب مباراة مظلمة أمام شيلتون بينجامين حيث خسر مباراته. في حدث إكستريم رولز الذي جرى في 25 أبريل، أصبح ميركوري عضوا في فريق سي إم بنك «ستريج إيدج سويسايتي» عندما تدخل في مباراته أمام راي ميستريو وهو مقنع حيث ساعده بهذا على الفوز. واصل بيرش التدخل في مباريات بنك لصالحه للأشهر التالية حتى قام بيغ شو بخلع قناعه ليظهر وجه ميركوري على الشاشة وذلك في حلقة سماكداون التي جرت في 23 يوليو. في 6 أغسطس، أُعلن أن فريق ستريج إيدج سوسايتي (سي إم بنك ولوك غالوس وجوي ميركوري ترافقهم/ سيرينا) سيلعب ضد بيغ شو في حدث سمر سلام في مباراة «ثلاثة ضد واحد هاندي كاب ماتش». وفي تلك المباراة، خسر فريقه أمام بيغ شو بعد أن تركهم بنك وحدهم في الحلبة مع بيغ شو. كما أصبح اسمه جوزيف ميركوري. في بدايات سبتمبر، بدأ ميركوري يرتدي حمالة يد. وقد أفادت تقارير عن أنه أجرى عملية جراحية في عضلته الصدرية الكبرى الممزقة. ثم بدأ يعمل كمدرب في منظمة فلوريدا تشامبيونشيب ريسلينغ (إف سي دبليو) وهي منظمة تطويرية تابعة لدبليو دبليو إي.

## الحياة الشخصية
خلال مقابلة في آواخر العام 2007، كشف بيرش أنه كان يتعاطى المخدرات منذ كان عمره 15 عاما. وذلك باستخدام الكوكايين والكراك والهيروين وخلطه مع الكحول.
نتيجة لهذا، فقد تعاطى بيرش جرعة زائدة ثلاث مرات، ودمر عشر سيارات. دخل بيرش مصحة لإعادة التأهيل في عام 2006، وغاب ستة أشهر عن العمل. وبعد عودته، أدمن بيرش على المسكنات، ويرجع ذلك إلى إصابته في وجههه خلال حدث أرماغيدون في ديسمبر 2006. وبعد تدخل مباشر من قبل مالك دبليو دبليو إي فينس مكمان، تم فسخ عقد بيرش، حيث قال أن هذا سبب انتصاره على الإدمان.

## في المصارعة
- الحركة القاضية
  - دبل أندرهوك دي دي تي[68][69]
  - فرانكنشتاينر[1]
  - فيرجينا نك تي (شولدر نكبريكر)[1]
- حركات معروف بها
  - ديفندنغ كروس بدي
  - دروب كيك
  - إنزوغوري
  - فيسبريكر
  - فلابجاك
  - فورنت فيس لوك يقلبها إلى عكس دي دي تي (سوينغ ريفيرس دي دي تي)
  - إنفيرتد أتوميك دروب
  - ليغ دروب وحركات معروف بهاهو يقفز
  - لاريت تيك داون
  - نورثن لايت سوبليكس
  - رشن ليغ سويب
  - سويينغ نكبريكر
- مع جوني نايترو
  - الحركة القاضية
    - سناب شوت (فلابجاك دي دي تي)

  - حركات معروف بها
    - دبل بيسبول سايد دروب كيكس
    - ليغ دروب في وقت واحد على حنجرة الخصم ورجله
- مع كريستيان يورك
  - دبل ريبل يلب (يقوم ماثيوس بتنفيذ فرانكنشتاينر ويقوم يورك بنتفيذ إليبو دروب من أعلى الحبال)
  - فل إيفكت (دبل فيسبريكر)
  - فيوتشر شوك (دبل بوربومب)
- مدراء
  - كاندي
  - جول غريتنر
  - جيليان هول
  - لوكسوميوس لين
  - ميلينا
  - ديف بارزك
  - أليسون واندرلاند
- أغنية الدخول
  - «باباراتزي» بواسطة جيم جونستون (2005 حتى مارس 2007)
  - ذيس فاير بورنس [الإنجليزية] بواسطة كليسويتش إينغايغ (2010 يستعملها عندما يكون مع فريق ستريج إيدج سويسايتي)

## بطولات وجوائز
- اطلانطيك تيرور تشامبيونشيب ريسلينغ
  - بطولة إيه تي سي دبليو للفرق الثنائية (مرة واحدة) - مع كريستان يورك[4]
- اميركان ريسلينغ كونسيل
  - بطولة إيه دبليو سي للوزن الخفيف الثقيل (مرة واحدة)[1]
- إندنبندت بروفاشنل ريسلينغ اليانس
  - بطولة أي بي دبليو إيه للوزن الخفيف الثقيل (مرتين)[4]
- ميرلاند تشامبيونشيب ريسلينغ
  - بطولة إم سي دبليو كروزرويت (مرة واحدة)[1]
  - بطولة إم سي دبليو للوزن الثقيل (مرة واحدة)[1]
  - بطولة رايج تلفزيون (مرة واحدة)[15]
  - بطولة إم سي دبليو للفرق الثنائية (مرتين) - مع كريستيان يورك[1]
  - كأس شين شامروك التذكارية (2001)
- ميد-إيسترن ريسلينغ فيدرايشن
  - بطولة إم إي دبليو إف للفرق الثنائية (مرة واحدة) - مع كريستيان يورك[4]
- ناشونال ريسلينغ اليانس
  - بطولة إن دبليو إيه للوزن الخفيف الثقيل[1] (مرة واحدة)
  - بطولة إن دبليو إيه العالمية للفرق الثنائية (مرة واحدة) - مع كريستيان يورك[4]
- اورغنيشن أوف مودرن إكستريم غرابلينغ ارت
  - بطولة اوميغا للوزن الثقيل الخفيف[4]
- أوهايو فالي ريسلينغ
  - بطولة أو في دبليو ساوثرن للفرق الثنائية (مرة واحدة) - مع جوني نايترو[4][70]
  - أو في دبليو تلفزيون[1][71] (مرة واحدة)
- برو-باين برو ريسلينغ
  - بطولة ثري بي دبليو للوزن الثقيل[24]
- برو ريسلينغ إيلوستريتد
  - بي دبليو أي وضعته في المركز الرابع والعشرين بعد المائة في قائمة أقوى 500 مصارع عام 2001[72]
  - بي دبليو اي أفضل فريق ثنائي للسنة (2005) مع جوني نايترو[73]
- ساوثرن تشامبيونشيب ريسلينغ
  - بطولة إس يس دبليو جونيور للوزن الثقيل (3 مرات)[4]
- ستيل ستي ريسلينغ
  - بطولة إس سي دبليو للفرق الثنائية (مرة واحدة) - مع كريستيان يورك[4]
- فيرجينيا تشامبيونشيب ريسلينغ
  - في سي دبليو للفرق الثنائية (مرة واحدة) - مع كريستيان يورك[4]
- وورلد ريسلينغ إنترتاينمينت
  - بطولة دبليو دبليو إي للفرق الثنائية (ثلاث مرات) - مع جوني نايترو[5][6][7]

## وصلات خارجية
- جوي ميركوري على موقع IMDb (الإنجليزية)
- جوي ميركوري على موقع قاعدة بيانات الفيلم (الإنجليزية)
- جوي ميركوري على موقع دبليو دبليو إي (الإنجليزية)
- جوي ميركوري على موقع WrestlingData.com (الإنجليزية)
- جوي ميركوري على موقع CageMatch worker (الإنجليزية)
- جوي ميركوري على موقع قاعدة بيانات المصارعة على الإنترنت (الإنجليزية)
- جوي ميركوري على موقع عالم المصارعة على الإنترنت (الإنجليزية)
- جوي ميركوري على موقع عالم المصارعة على الإنترنت (الإنجليزية)

- جوي ميركوري في موقع دبليو دبليو إي
- جوي ميركوري في أون لاين وورلد أوف ريسلينغ
- جوي ميركوري في موقع سلام! سبورتس القصة والأرشيف
- فريق كريستيان يورك وجوي ماثيوس في أون لاين وورلد أوف ريسلينغ